# Flecha do tempo
A flecha do tempo, também chamada de seta do tempo, é o conceito que postula a "direção de mão única" ou "assimetria" do tempo. Foi desenvolvido em 1927 pelo astrofísico britânico Arthur Eddington, e é uma questão de física geral não resolvida. Essa direção, de acordo com Eddington, poderia ser determinada pelo estudo da organização de átomos, moléculas e corpos, e poderia ser desenhada em um mapa relativístico quadridimensional do mundo ("um bloco sólido de papel").
Acredita-se que os processos físicos no nível microscópico sejam inteiramente ou principalmente simétricos no tempo: se a direção do tempo fosse revertida, as declarações teóricas que os descrevem permaneceriam verdadeiras. No entanto, no nível macroscópico, muitas vezes parece que esse não é o caso: há uma direção (ou fluxo) óbvia de tempo.

## Visão geral
A simetria do tempo pode ser entendida simplesmente como o seguinte: se o tempo fosse perfeitamente simétrico, um vídeo de eventos reais pareceria realista, reproduzido para frente ou para trás. A gravidade, por exemplo, é uma força reversível no tempo. Uma bola que é lançada para cima, desacelera até parar e cai é um caso em que as gravações parecem igualmente realistas para frente e para trás. No entanto, o processo da bola quicar e eventualmente parar não é reversível no tempo. Ao avançar, a energia cinética é dissipada e a entropia é aumentada. A entropia pode ser um dos poucos processos que não é reversível no tempo. De acordo com a noção estatística de entropia crescente, a "seta" do tempo é identificada com uma diminuição da energia livre.
Em seu livro The Big Picture, o físico Sean M. Carroll comparou a assimetria do tempo à assimetria do espaço: Enquanto as leis físicas são em geral isotrópicas, perto da Terra há uma distinção óbvia entre "para cima" e "para baixo", devido à proximidade com este enorme corpo, que quebra a simetria do espaço. Da mesma forma, as leis físicas são em geral simétricas à inversão da direção do tempo, mas perto do Big Bang (ou seja, nos primeiros trilhões de anos após ele) há uma distinção óbvia entre "para frente" e "para trás" no tempo, devido à relativa proximidade desse evento especial, que quebra a simetria do tempo. Sob essa visão, todas as flechas do tempo são resultado de nossa relativa proximidade no tempo com o Big Bang e das circunstâncias especiais que existiam então. (Estritamente falando, as interações fracas são assimétricas tanto para a reflexão espacial quanto para a inversão da direção do tempo. No entanto, elas obedecem a uma simetria mais complicada que inclui ambas.)

## Concepção de Eddington
No livro de 1928 The Nature of the Physical World, que ajudou a popularizar o conceito, Eddington declarou:
Vamos desenhar uma seta arbitrariamente. Se, seguindo a seta, encontramos cada vez mais elementos aleatórios no estado do mundo, então a seta aponta para o futuro; se o elemento aleatório diminui a seta aponta para o passado. Essa é a única distinção conhecida pela física. Isso se segue imediatamente se nossa afirmação fundamental for admitida de que a introdução da aleatoriedade é a única coisa que não pode ser desfeita. Usarei a expressão 'seta do tempo' para expressar essa propriedade de mão única do tempo que não tem análogo no espaço.
Eddington então dá três pontos a serem observados sobre esta flecha:
1. É vividamente reconhecido pela consciência.
2. É igualmente insistido por nossa faculdade de raciocínio, que nos diz que uma inversão da flecha tornaria o mundo externo sem sentido.
3. Não aparece na ciência física, exceto no estudo da organização de um número de indivíduos. (Com o que ele quer dizer que só é observado na entropia, um fenômeno da mecânica estatística que surge de um sistema.)